# Marmosa
Marmosa e род опосуми от семейство Didelphidae. Заедно с представителите на родовете Micoureus и Thylamys опосумите от рода са известни и с наименованието мишевидни опосуми. Видовете са разпространени в различни екологични системи от Мексико през Панама и цяла Южна Америка.
Цветът на космената покривка варира както между отделните видове, така и между индивидите от един вид, но на различна възраст. В общи линии тя е сива или червеникаво-кафява по гърба и постепенно изсветлява към корема. Главата е малка, има остри зъби, ушите са кръгли и голи, а опашката е пригодена за хващане. Те нямат кожна торба, млечните зърна са подредени по двойки по средата на коремната област.
Тези животни се хранят с насекоми и особено вредните за селското стопанство скакалци. Въпреки това консумират и плодове, а също и някои гръбначни като гущери и дребни гризачи, птици и яйца.
Средната продължителност на живота е около три години, а тези отглеждани в плен доживяват и до пет години. Те са частично дървесни видове, но повечето са наземни, които обитават области със средно гъста растителност, сухи равнини и пустинни местности.

## Списък на видовете
- Marmosa andersoni
- Marmosa lepida
- Marmosa mexicana
- Marmosa murina
- Marmosa quichua
- Marmosa robinsoni
- Marmosa rubra
- Marmosa tyleriana
- Marmosa xerophila